# Shuttington
Shuttington är en ort och civil parish i Storbritannien.   Den ligger i grevskapet Warwickshire och riksdelen England, i den södra delen av landet, 160 km nordväst om huvudstaden London. Shuttington ligger 78 meter över havet och antalet invånare är 563.
Terrängen runt Shuttington är platt. Runt Shuttington är det ganska tätbefolkat, med 222 invånare per kvadratkilometer. Närmaste större samhälle är Tamworth, 4,8 km väster om Shuttington. Trakten runt Shuttington består till största delen av jordbruksmark.